# 2016年台灣大賽
2016年中華職棒總冠軍賽為中華職棒27年最後一個系列賽，於2016年10月22日至10月30日進行，分別在臺中洲際棒球場和桃園國際棒球場舉行，由上半季冠軍中信兄弟（上半季冠軍，年度第一）與義大犀牛（下半季冠軍，年度第二）進行七戰四勝制的比賽。
義大犀牛在不被看好的情況下，以兩連敗後四連勝擊敗中信兄弟，拿下球隊在義联集團經營期間唯一一座總冠軍，也是臺灣大賽史上第四次一度落後兩場的球隊最後贏得系列賽。

## 球場
中信兄弟將本次總冠軍賽主場賽事安排在臺中市洲際棒球場；但義大犀牛的主球場高雄市立澄清湖棒球場正在整修，無法安排比賽，領隊王癸琳希望能服務北部球迷，所以將本次總冠軍賽主場賽事安排在桃園國際棒球場。

## 年度戰績與晉級過程
| 上半季         | 上半季 | 上半季 | 上半季 | 上半季 | 上半季 | 上半季 |  | 下半季         | 下半季 | 下半季 | 下半季 | 下半季 | 下半季 | 下半季 |
| 球隊名稱       | 出賽   | 勝場   | 敗場   | 和     | 勝率   | 勝差   |  | 球隊名稱       | 出賽   | 勝場   | 敗場   | 和     | 勝率   | 勝差   |
| 中信兄弟       | 60     | 35     | 23     | 2      | .603   | －     |  | 義大犀牛       | 60     | 34     | 25     | 1      | .576   | －     |
| 統一7-ELEVEn獅 | 60     | 29     | 31     | 0      | .483   | 7      |  | 中信兄弟       | 60     | 33     | 27     | 0      | .550   | 1.5    |
| Lamigo桃猿     | 60     | 27     | 31     | 2      | .466   | 8      |  | Lamigo桃猿     | 60     | 26     | 33     | 1      | .441   | 8      |
| 義大犀牛       | 60     | 27     | 33     | 0      | .450   | 9      |  | 統一7-ELEVEn獅 | 60     | 26     | 34     | 0      | .433   | 8.5    |

| 球隊名稱       | 出賽 | 勝場 | 敗場 | 和 | 勝率 | 勝差 |
| -------------- | ---- | ---- | ---- | -- | ---- | ---- |
| 中信兄弟       | 120  | 68   | 50   | 2  | .576 | －   |
| 義大犀牛       | 120  | 61   | 58   | 1  | .513 | 7.5  |
| 統一7-ELEVEn獅 | 120  | 55   | 65   | 0  | .458 | 14   |
| Lamigo桃猿     | 120  | 53   | 64   | 3  | .453 | 14.5 |

中信兄弟過去兩年都打進總冠軍賽，但未能奪冠，球隊在季前於自由市場補進林智勝和鄭達鴻，對球隊有很大的幫助，順利拿下上半季冠軍。下半季成績大致穩定，儘管未能包辦上下半季冠軍，也足以取得年度第一與主場優勢。
義大犀牛上半季一度有機會爭冠，但主力球員受傷導致戰績一路下滑，使得球團作出球季後轉賣決定，九月初確定要賣給富邦集團戰績就一路上升，最終奪得下半季冠軍。
對戰方面，上半季中信兄弟取得15勝5敗的對戰優勢，下半季義大犀牛取得11勝9敗對戰優勢。

## 逐場賽況
| 賽程     | G1                         | G2                         | G3                          | G4                          | G5                          | G6                         | G7                  |
| -------- | -------------------------- | -------------------------- | --------------------------- | --------------------------- | --------------------------- | -------------------------- | ------------------- |
| 比賽結果 | 10/22 洲際 義大 7 : 8 中信 | 10/23 洲際 義大 2 : 9 中信 | 10/25 桃園 中信 9 : 10 義大 | 10/26 桃園 中信 1 : 10 義大 | 10/27 桃園 中信 1 : 11 義大 | 10/29 洲際 義大 4 : 3 中信 | 10/30 洲際 無須進行 |

### 第一場
日期：2016/10/22
| 球隊名稱 | 1 | 2 | 3 | 4 | 5 | 6 | 7 | 8 | 9 | Ｒ | Ｈ | Ｅ |
| -------- | - | - | - | - | - | - | - | - | - | -- | -- | -- |
| 義大犀牛 | 0 | 0 | 0 | 1 | 0 | 0 | 0 | 6 | 0 | 7  | 14 | 1  |
| 中信兄弟 | 0 | 1 | 0 | 5 | 0 | 0 | 2 | 0 | X | 8  | 11 | 0  |

勝利投手：伍鐸 (1 - 0)
敗戰投手：羅力 (0 - 1)
中繼成功：無
救援成功：陳鴻文
勝利打點：鄭達鴻
全壘打：林益全 (1)、(2)
單場MVP：彭政閔
比賽時間：3小時45分
主審裁判：紀華文
比賽場地：臺中洲際棒球場
觀眾人數：20,000
第一局上半局義大犀牛雖有得分機會，但沒有掌握住，到了第二局下半局，中信兄弟林智勝擊出一壘安打，接者藉由失誤跑回本壘，第四局上半局義大犀牛林益全擊出帶有一分打點的全壘打追平，同局的下半局中信兄弟林智勝擊出一壘安打，相隔一名打者後，彭政閔和許基宏分別以安打和保送上壘而形成滿壘，接者鄭達鴻、王勝偉和張正偉接連擊出安打，單局得五分，在第五局兩隊都留下滿壘的殘壘，到了第七局下半局，中信兄弟周思齊擊出一壘安打，在相隔一名打者後，蔣智賢獲得了觸身球保送，接者彭政閔擊出帶有一分打點的二壘安打，之後許基宏擊出帶有一分打點的高飛犧牲打，第八局上半局中信兄弟單局動用的四名投手，該局義大犀牛在林哲瑄擊出一壘安打後，林益全擊出帶有兩分打點的全壘打，接者高國輝、高孝儀和胡金龍分別以四壞球、一壘安打和四壞球上壘形成滿壘，相隔兩名打者後，胡金龍、吳宗峻和林哲瑄接連擊出一壘安打共得四分，接下來的比賽兩隊都沒有得分，最終中信兄弟以8比7擊敗義大犀牛。

### 第二場
日期：2016/10/23
| 球隊名稱 | 1 | 2 | 3 | 4 | 5 | 6 | 7 | 8 | 9 | Ｒ | Ｈ | Ｅ |
| -------- | - | - | - | - | - | - | - | - | - | -- | -- | -- |
| 義大犀牛 | 0 | 1 | 0 | 0 | 0 | 0 | 0 | 0 | 1 | 2  | 9  | 1  |
| 中信兄弟 | 1 | 0 | 5 | 0 | 2 | 1 | 0 | 0 | X | 9  | 9  | 0  |

勝利投手：耐森 (1 - 0)
敗戰投手：蘭斯佛 (0 - 1)
中繼成功：無
救援成功：無
勝利打點：周思齊　
全壘打：彭政閔 (1)
單場MVP：彭政閔
比賽時間：3小時17分
主審裁判：蘇建文
比賽場地：臺中洲際棒球場
觀眾人數：20,000
第一局上半局義大犀牛留下滿壘的殘壘，同局的下半局中信兄弟張志豪與周思齊接連選到四壞球，相隔一名打者後，蔣智賢擊出帶有一分打點的一壘安打，第二局上半局義大犀牛林威廷率先擊出安打，相隔一名打者後，陳凱倫和胡金龍皆上壘而形成滿壘，之後張建銘擊出帶有一分打點的高飛犧牲打，第三局下半局中信兄弟張正偉和張志豪接連擊出一壘安打後，周思齊擊出帶有兩分打點的二壘安打，相隔一名打者後，蔣智賢選到四壞球，接者彭政閔擊出帶有三分打點的全壘打，第五局下半局中信兄弟蔣智賢和彭政閔皆選到四壞球，接者許基宏擊出帶有一分打點的二壘安打，之後利用推進在得一分，第六局下半局中信兄弟張志豪選到四壞球，相隔一名打者後，林智勝擊出帶有一分打點的二壘安打，第七局上半局義大犀牛雖有得分機會，但沒有掌握住，第九局上半局義大犀牛林瑋恩和胡金龍接連擊出二壘安打得一分，比賽結束時義大犀牛仍以2比9輸給中信兄弟。

### 第三場
日期：2016/10/25
| 球隊名稱 | 1 | 2 | 3 | 4 | 5 | 6 | 7 | 8 | 9 | Ｒ | Ｈ | Ｅ |
| -------- | - | - | - | - | - | - | - | - | - | -- | -- | -- |
| 中信兄弟 | 0 | 0 | 0 | 2 | 4 | 0 | 1 | 0 | 2 | 9  | 12 | 2  |
| 義大犀牛 | 0 | 0 | 1 | 0 | 7 | 0 | 0 | 2 | X | 10 | 13 | 0  |

勝利投手：羅華韋 (1 - 0)
敗戰投手：艾迪頓 (0 - 1)
中繼成功：蔡明晉、黃勝雄
救援成功：倪福德
勝利打點：林哲瑄　
全壘打：高國輝 (1)、林智勝 (1)、(2)、(3)
單場MVP：林哲瑄　
比賽時間：3小時39分
主審裁判：張展榮
比賽場地：桃園國際棒球場
觀眾人數：14,917
第一局下半局義大犀牛雖有得分機會，但沒有掌握住，第三局下半局義大犀牛高國輝擊出帶有一分打點的全壘打，接者留下滿壘的殘壘，第四局上半局中信兄弟林智勝擊出一壘安打，接者利用推進上二壘，接者彭政閔和許基宏接連擊出帶有一分打點的一壘安打及二壘安打，第五局上半局中信兄弟王勝偉、張正偉和張志豪接連擊出一壘安打共得一分，在犧牲觸擊推進後，林智勝擊出帶有三分打點的全壘打，同局的下半局義大犀牛前面七名打者都上壘，共得四分，接者胡金龍和林哲瑄分別擊出帶有一分和兩分打點的一壘安打，第七局上半局林智勝擊出帶有一分打點的全壘打，八局下半義大犀牛高孝儀選到四壞球後，接者林威廷和陳凱倫分別擊出帶有一分打點的三壘安打和二壘安打，第九局上半局中信兄弟張正偉選到四壞球，相隔兩名打者後，林智勝擊出帶有兩分打點的全壘打，比賽結束時中信兄弟仍以9比10輸給義大犀牛，也使得義大犀牛終止在總冠軍賽的十連敗及季後賽的十三連敗。

### 第四場
日期：2016/10/26
| 球隊名稱 | 1 | 2 | 3 | 4 | 5 | 6 | 7 | 8 | 9 | Ｒ | Ｈ | Ｅ |
| -------- | - | - | - | - | - | - | - | - | - | -- | -- | -- |
| 中信兄弟 | 1 | 0 | 0 | 0 | 0 | 0 | 0 | 0 | 0 | 1  | 9  | 2  |
| 義大犀牛 | 0 | 1 | 0 | 0 | 0 | 1 | 7 | 1 | X | 10 | 16 | 1  |

勝利投手：賴鴻誠(1 - 0)
敗戰投手：伍　鐸 (1 - 1)
中繼成功：黃勝雄
救援成功：無
勝利打點：無
全壘打：無
單場MVP：林威廷
比賽時間：3小時47分
主審裁判：王俊宏
比賽場地：桃園國際棒球場
觀眾人數：14,593
第一局上半局中信兄弟張志豪擊出二壘安打，在林智勝獲得觸身球上壘後，蔣智賢擊出帶有一分打點的一壘安打，在第二局下半局義大犀牛林威廷擊出一壘安打後，利用滾地球出局推進上二壘，之後林琨笙擊出帶有一分打點的一壘安打，第三局上半局中信兄弟一度形成滿壘，但被義大犀牛以双杀化解，接下來好幾個半局兩隊都沒有得分，直到第六局下半局高孝儀和林威廷接連擊出一壘安打，接者中信兄弟要製造雙殺守備時發生失誤，導致義大犀牛得一分，第七局上半局中信兄弟有得分機會沒有把握住，同局的下半局義大犀牛李宗賢擊出一壘安打，之後盜上二壘，相隔一名打者後，林哲瑄擊出帶有一分打點的一壘安打，之後也到上二壘，相隔一名打者後，連續七名打者上壘共得六分，第八局上半局中信兄弟再度有得分機會沒有把握住，同局的下半局義大犀牛高國輝擊出二壘安打後，林益全擊出帶有一分打點的一壘安打，最後義大犀牛以10比1擊敗中信兄弟

### 第五場
日期：2016/10/27
| 球隊名稱 | 1 | 2 | 3 | 4 | 5 | 6 | 7 | 8 | 9 | Ｒ | Ｈ | Ｅ |
| -------- | - | - | - | - | - | - | - | - | - | -- | -- | -- |
| 中信兄弟 | 0 | 0 | 1 | 0 | 0 | 0 | 0 | 0 | 0 | 1  | 5  | 1  |
| 義大犀牛 | 0 | 3 | 0 | 2 | 0 | 1 | 0 | 5 | X | 11 | 15 | 1  |

勝利投手：羅力(1 - 1)
敗戰投手：耐森(1 - 1)
中繼成功：無
救援成功：無
勝利打點：李宗賢
全壘打：無
單場MVP：林哲瑄
比賽時間：3小時25分
主審裁判：林金達
比賽場地：桃園國際棒球場
觀眾人數：14,666
第二局下半局，林威廷和陳凱倫分別擊出一壘安打和二壘安打，相隔一名打者後，三壘上的跑者利用滾地球出局，接者胡金龍擊出帶有一分打點的一壘安打，之後並盜上二壘，接者林哲瑄擊出帶有一分打點的一壘安打，第三局上半局中信兄弟鄭達鴻擊出一壘安打，相隔一名打者後，張正偉和張志豪分別以四壞球和一壘安打上壘形成滿壘，接者蔣智賢也選到四壞球，使得三壘上的跑者推進到本壘得分，但下一棒的林智勝擊出雙殺打，第四局下半局林琨笙利用觸身球上壘，之後先到上二壘，相隔一名打者後再盜上三壘，接者胡金龍選到四壞球，下一棒的林哲瑄擊出帶有一分打點的高飛犧牲打，之後高國輝擊出帶有一分打點的三壘安打，第六局下半局林琨笙擊出一壘安打，之後利用滾地球出局上二壘，相隔一名打者後，林哲瑄擊出帶有一分打點的一壘安打，第八局下半局李宗賢和胡金龍接連擊出一壘安打，相隔一名打者後，高國輝、林益全和高孝儀接連擊出帶有打點的一壘安打共得四分，相隔一名打者後，陳凱倫擊出帶有一分打點的三壘安打，比賽結束時義大犀牛以11比1擊敗中信兄弟。

### 第六場
日期：2016/10/29
| 球隊名稱 | 1 | 2 | 3 | 4 | 5 | 6 | 7 | 8 | 9 | Ｒ | Ｈ | Ｅ |
| -------- | - | - | - | - | - | - | - | - | - | -- | -- | -- |
| 義大犀牛 | 0 | 0 | 0 | 1 | 0 | 0 | 0 | 0 | 3 | 4  | 7  | 1  |
| 中信兄弟 | 3 | 0 | 0 | 0 | 0 | 0 | 0 | 0 | 0 | 3  | 9  | 1  |

勝利投手：羅華韋(2 - 0)
敗戰投手：陳鴻文(0 - 1)
中繼成功：鄭凱文
救援成功：黃勝雄
勝利打點：無
全壘打：蔣智賢(1)
單場MVP：高孝儀
比賽時間：3小時23分
主審裁判：江春緯
比賽場地：臺中洲際棒球場
觀眾人數：20000
第一局下半局中信兄弟張正偉和張志豪些擊出一壘安打，之後蔣智賢擊出帶有三分打點的全壘打，到了第四局下半局義大犀牛胡金龍擊出一壘安打，相隔兩名打者後，林益全擊出帶有一分打點的二壘安打，接下來數局兩隊都沒得分，直到第九局上半象隊仍然2分領先，不過林哲瑄擊出一壘安打後，張建銘擊出帶有一分打點的二壘安打，相隔一名打者後，高孝儀擊出帶有一分打點的一壘安打，接者林威廷和陳凱倫分別以一壘安打和觸身球上壘，之後下一棒打者擊出的球造成守備失誤得一分，反而超前比數，終場義大犀牛以4比3擊敗中信兄弟，系列賽義大犀牛以4比2擊敗中信兄弟。

## 紀錄
- 中信兄弟（含前身兄弟象）成為中職第一支同時有過三連霸與三連亞的球隊。
- 義大犀牛隊史首冠，若算上前身興農牛則為第三冠。
- 義大犀牛第六戰在台中拋彩帶，意味著他們在台灣大賽苦吞客場6連敗的聯盟新紀錄畫下句點。
- 台灣大賽史上第四次一度落後兩場的球隊逆襲奪冠，以及第二次讓二追四（第一次為1997年）。

## 外部連結
- 中華職業棒球大聯盟（页面存档备份，存于）
- 2016年台灣大賽在台灣棒球維基館上的頁面（繁體中文）